# Dikpi
 (décembre 2019).
Si vous disposez d'ouvrages ou d'articles de référence ou si vous connaissez des sites web de qualité traitant du thème abordé ici, merci de compléter l'article en donnant les références utiles à sa vérifiabilité et en les liant à la section « Notes et références ».
Les Dikpi (qui signifie clan en Bété) sont un peuple bété vivant dans le département de Daloa au Centre-Ouest de la Côte d'Ivoire.